# Chéry
Pour les articles homonymes, voir Chéry (homonymie).
Chéry est une commune française située dans le département du Cher en région Centre-Val de Loire.

## Géographie
Chéry est située au croisement de la D 68 et de la D 165, à 12 km au sud de Vierzon et 32 km à l'ouest de Bourges. La commune est traversée par la Rivière Neuve, affluent de l'Arnon. Le territoire communal est arrosé par la rivière Arnon.
La viticulture est l'une des activités de la commune, qui se trouve dans la zone couverte par l'AOC reuilly.

### Climat
Pour des articles plus généraux, voir Climat du Centre-Val de Loire et Climat du Cher.
En 2010, le climat de la commune est de type climat océanique dégradé des plaines du Centre et du Nord, selon une étude du CNRS s'appuyant sur une série de données couvrant la période 1971-2000. En 2020, Météo-France publie une typologie des climats de la France métropolitaine dans laquelle la commune est exposée à un climat océanique altéré et est dans la région climatique  Centre et contreforts nord du Massif Central, caractérisée par un air sec en été et un bon ensoleillement. 
Pour la période 1971-2000, la température annuelle moyenne est de 11,2 °C, avec une amplitude thermique annuelle de 15,1 °C. Le cumul annuel moyen de précipitations est de 690 mm, avec 11,1 jours de précipitations en janvier et 6,9 jours en juillet. Pour la période 1991-2020, la température moyenne annuelle observée sur la station météorologique la plus proche, située sur la commune de Quincy à 9 km à vol d'oiseau, est de 12,1 °C et le cumul annuel moyen de précipitations est de 735,0 mm,. Pour l'avenir, les paramètres climatiques de la commune estimés pour 2050 selon différents scénarios d'émission de gaz à effet de serre sont consultables sur un site dédié publié par Météo-France en novembre 2022.

## Urbanisme

### Typologie
Au 1er janvier 2024, Chéry est catégorisée commune rurale à habitat dispersé, selon la nouvelle grille communale de densité à 7 niveaux définie par l'Insee en 2022.
Elle est située hors unité urbaine. Par ailleurs la commune fait partie de l'aire d'attraction de Vierzon, dont elle est une commune de la couronne,. Cette aire, qui regroupe 20 communes, est catégorisée dans les aires de moins de 50 000 habitants,.

### Occupation des sols
L'occupation des sols de la commune, telle qu'elle ressort de la base de données européenne d’occupation biophysique des sols Corine Land Cover (CLC), est marquée par l'importance des territoires agricoles (77,7 % en 2018), une proportion sensiblement équivalente à celle de 1990 (77,6 %). La répartition détaillée en 2018 est la suivante : 
terres arables (70,9 %), milieux à végétation arbustive et/ou herbacée (10,4 %), forêts (10,1 %), zones agricoles hétérogènes (4,3 %), prairies (2,5 %), zones urbanisées (1,9 %).
L'évolution de l’occupation des sols de la commune et de ses infrastructures peut être observée sur les différentes représentations cartographiques du territoire : la carte de Cassini (XVIIIe siècle), la carte d'état-major (1820-1866) et les cartes ou photos aériennes de l'IGN pour la période actuelle (1950 à aujourd'hui).

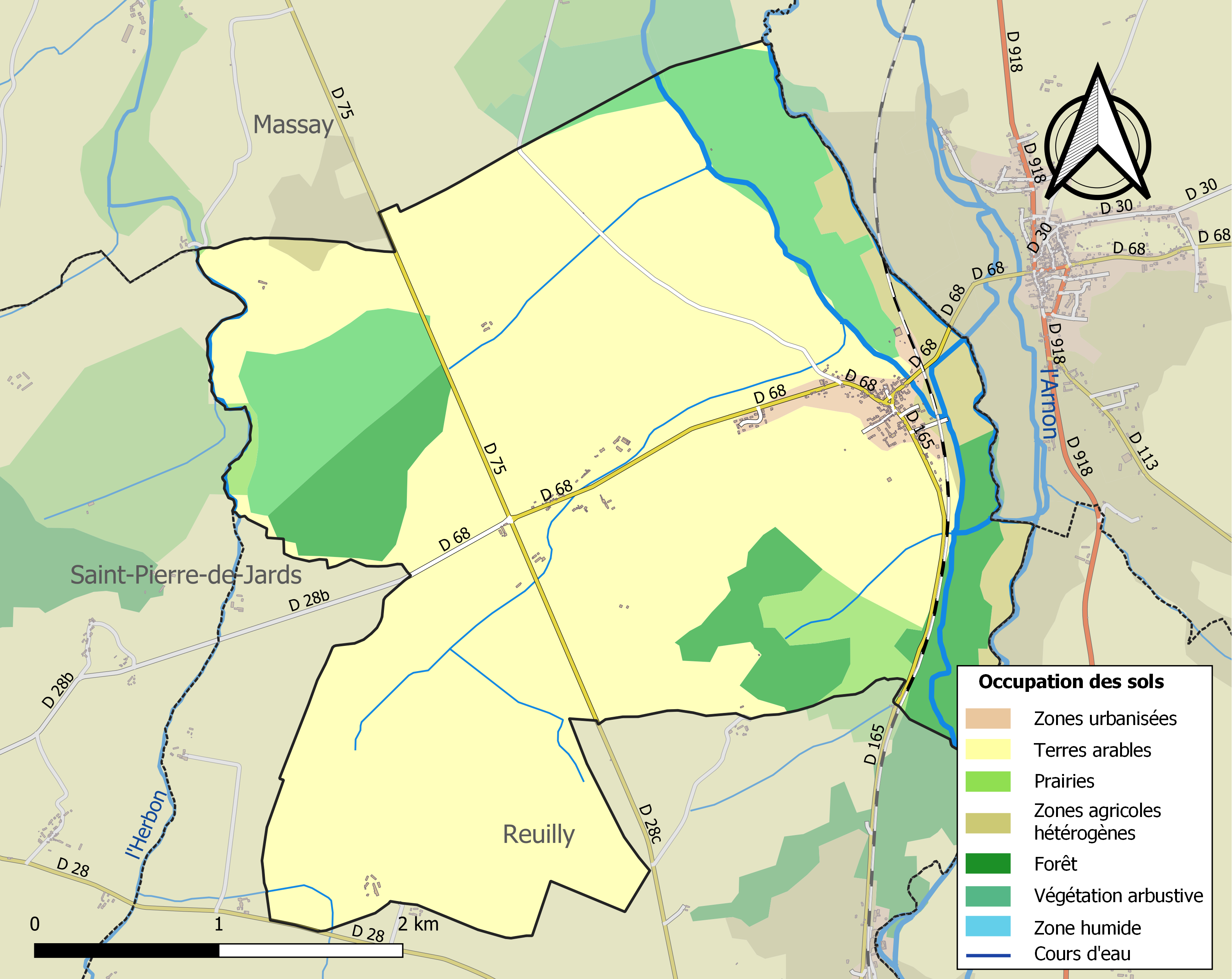
Carte des infrastructures et de l'occupation des sols de la commune en 2018 (CLC).

### Risques majeurs
Le territoire de la commune de Chéry est vulnérable à différents aléas naturels : météorologiques (tempête, orage, neige, grand froid, canicule ou sécheresse), inondations, mouvements de terrains et séisme (sismicité faible). Il est également exposé à un risque technologique,  le transport de matières dangereuses. Un site publié par le BRGM permet d'évaluer simplement et rapidement les risques d'un bien localisé soit par son adresse soit par le numéro de sa parcelle.

#### Risques naturels
Certaines parties du territoire communal sont susceptibles d’être affectées par le risque d’inondation par débordement de cours d'eau, notamment l'Arnon et l'Herbon. La commune a été reconnue en état de catastrophe naturelle au titre des dommages causés par les inondations et coulées de boue survenues en 1982, 1999 et 2016,.

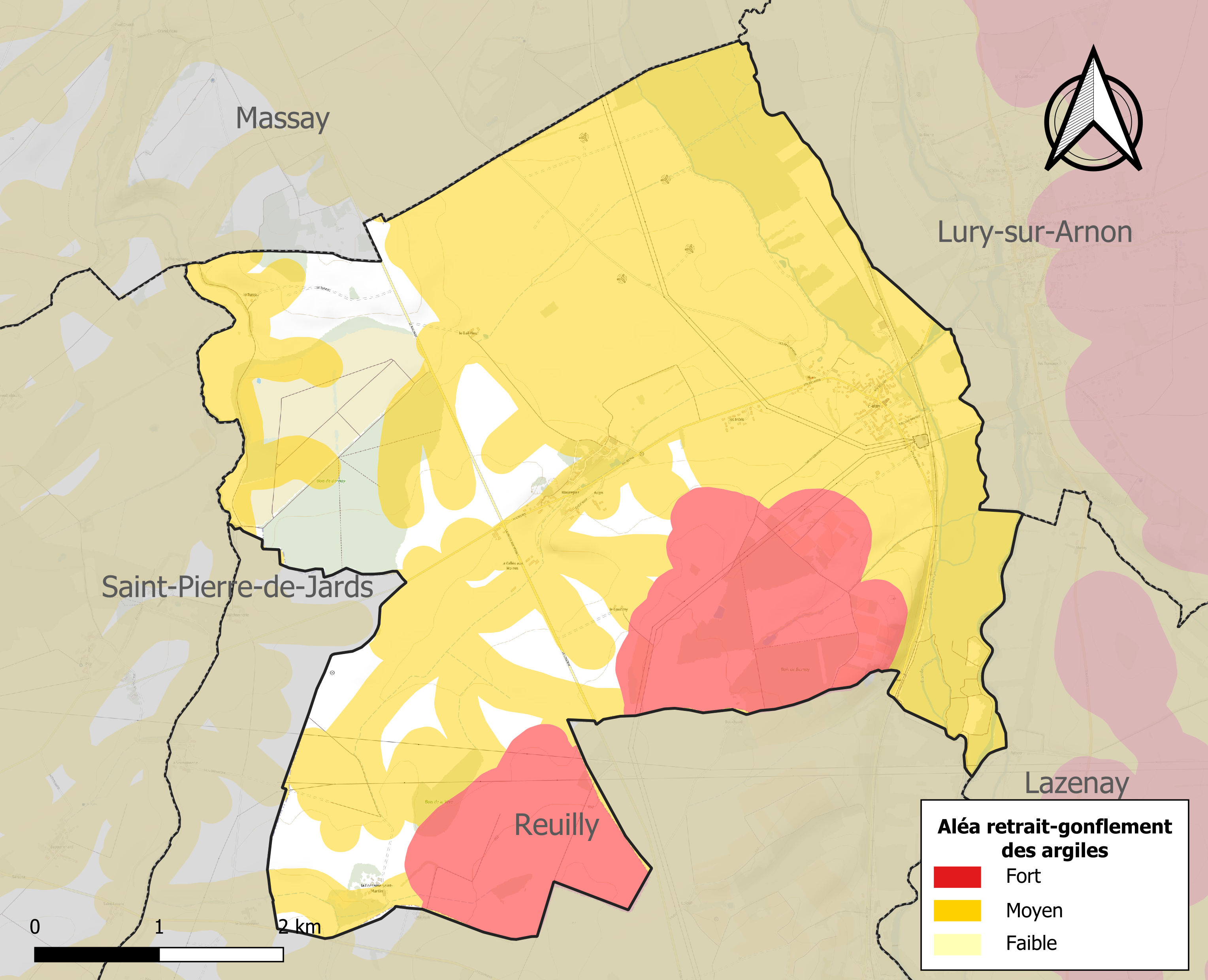
Carte des zones d'aléa retrait-gonflement des sols argileux de Chéry.

La commune est vulnérable au risque de mouvements de terrains constitué principalement du retrait-gonflement des sols argileux. Cet aléa est susceptible d'engendrer des dommages importants aux bâtiments en cas d’alternance de périodes de sécheresse et de pluie. 84,9 % de la superficie communale est en aléa moyen ou fort (90 % au niveau départemental et 48,5 % au niveau national). Sur les 131 bâtiments dénombrés sur la commune en 2019, 130 sont en aléa moyen ou fort, soit 99 %, à comparer aux 83 % au niveau départemental et 54 % au niveau national. Une cartographie de l'exposition du territoire national au retrait gonflement des sols argileux est disponible sur le site du BRGM,.
Concernant les mouvements de terrains, la commune a été reconnue en état de catastrophe naturelle au titre des dommages causés par la sécheresse en 1989, 1991, 2002, 2011, 2018 et 2019 et par des mouvements de terrain en 1999.

#### Risques technologiques
Le risque de transport de matières dangereuses sur la commune est lié à sa traversée par des infrastructures routières ou ferroviaires importantes ou la présence d'une canalisation de transport d'hydrocarbures. Un accident se produisant sur de telles infrastructures est en effet susceptible d’avoir des effets graves au bâti ou aux personnes jusqu’à 350 m, selon la nature du matériau transporté. Des dispositions d’urbanisme peuvent être préconisées en conséquence.

## Transport

### Bus
Chéry est desservie par la ligne U du Réseau de mobilité interurbaine.

## Toponymie
Chéry est le nom d'un village du Cher et de trois villages de l'Aisne, du patronyme latin Cariacum, « domaine de Carius ».

## Histoire
Chéry est situé sur le passage de l’importante voie romaine d’Avaricum (Bourges) à Turo (Tours).
À l’époque romaine, les moines du prieuré de Saint-Romain (entre Chéry et Reuilly) creusent leur propre canal.
La commune se trouve dans l'aire géographique et dans la zone de production du lait, de fabrication et d'affinage du fromage Valençay.

## Politique et administration
| Période    | Période   | Identité                          | Étiquette | Qualité                                                   |
| ---------- | --------- | --------------------------------- | --------- | --------------------------------------------------------- |
| 1977       | 1983      | Solange Bouron-Mage               |           |                                                           |
| 1983       | 1995      | Christiane Toubeau de Maisonneuve |           |                                                           |
| juin 1995  | 1997      | Daniel Thienpoent                 | UMP       | avocat                                                    |
| 1997       | mars 2008 | Irène Chauveau                    |           |                                                           |
| mars 2008  | mars 2014 | Jean Charles                      |           |                                                           |
| avril 2014 | En cours  | Damien Prely,                     |           | Employé civil ou agent de service de la fonction publique |

## Démographie
La communauté de Chéry est en crise démographique au début du XVIIIe siècle, puisqu’elle passe de 42 feux en 1709 à 38 en 1726. L’hiver de 1709-1710 notamment cause de nombreuses pertes, ainsi que la grande canicule de 1719 (qui tua beaucoup par dysenterie).
L'évolution du nombre d'habitants est connue à travers les recensements de la population effectués dans la commune depuis 1793. Pour les communes de moins de 10 000 habitants, une enquête de recensement portant sur toute la population est réalisée tous les cinq ans, les populations de référence des années intermédiaires étant quant à elles estimées par interpolation ou extrapolation. Pour la commune, le premier recensement exhaustif entrant dans le cadre du nouveau dispositif a été réalisé en 2008.

En 2022, la commune comptait 225 habitants, en évolution de +6,64 % par rapport à 2016 (Cher : −2,48 %, France hors Mayotte : +2,11 %).
| 1793 | 1800 | 1806 | 1821 | 1831 | 1836 | 1841 | 1846 | 1851 |
| ---- | ---- | ---- | ---- | ---- | ---- | ---- | ---- | ---- |
| 315  | 295  | 401  | 401  | 307  | 358  | 344  | 368  | 342  |

| 1856 | 1861 | 1866 | 1872 | 1876 | 1881 | 1886 | 1891 | 1896 |
| ---- | ---- | ---- | ---- | ---- | ---- | ---- | ---- | ---- |
| 362  | 381  | 372  | 367  | 360  | 348  | 355  | 345  | 313  |

| 1901 | 1906 | 1911 | 1921 | 1926 | 1931 | 1936 | 1946 | 1954 |
| ---- | ---- | ---- | ---- | ---- | ---- | ---- | ---- | ---- |
| 318  | 332  | 337  | 321  | 322  | 285  | 302  | 320  | 323  |

| 1962 | 1968 | 1975 | 1982 | 1990 | 1999 | 2006 | 2008 | 2013 |
| ---- | ---- | ---- | ---- | ---- | ---- | ---- | ---- | ---- |
| 313  | 306  | 276  | 266  | 268  | 236  | 223  | 219  | 213  |

| 2018 | 2022 | - | - | - | - | - | - | - |
| ---- | ---- | - | - | - | - | - | - | - |
| 217  | 225  | - | - | - | - | - | - | - |

## Culture locale et patrimoine

### Lieux et monuments
- Trois lavoirs du XIXe siècle.

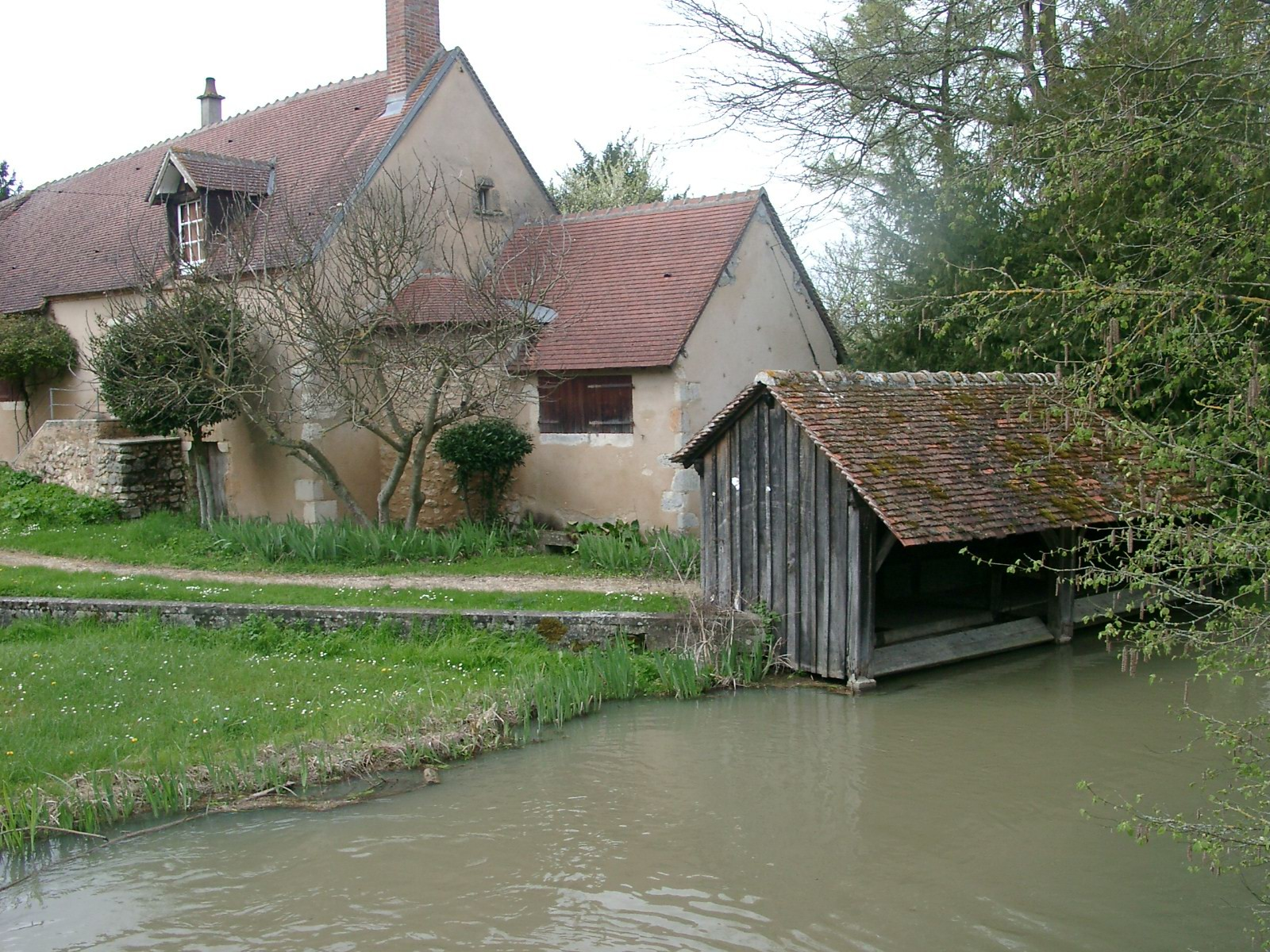
Lavoir et ancien presbytère au bord de la rivière Neuve.

- Église paroissiale Saint Didier, XIIe.

Le chœur et la chapelle absidiale sont détruits au début du XIXe pour élargir la route de Lury-sur-Arnon à Vatan.
.
- Château de Maurepas, fin XIXe

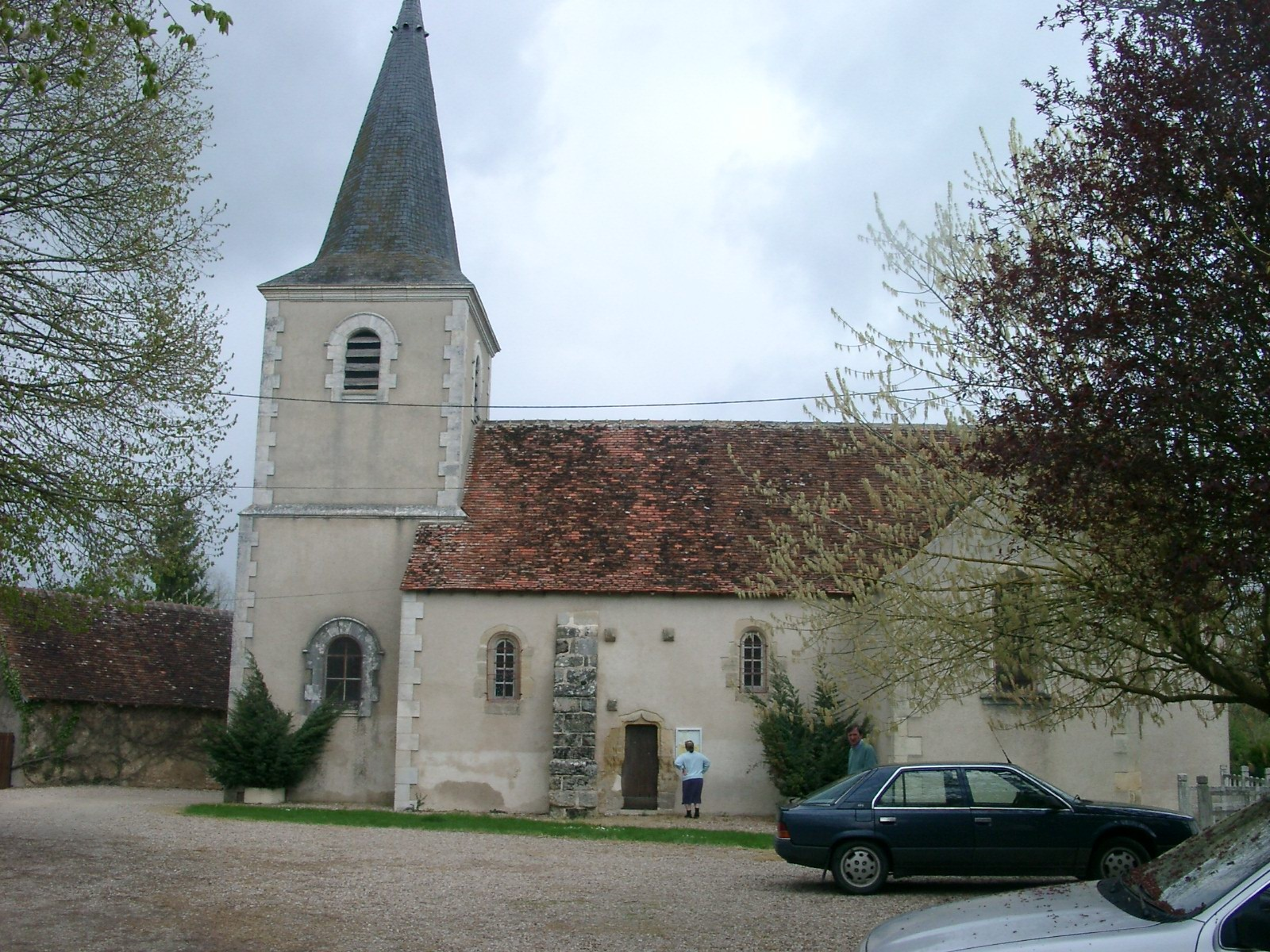
Église Saint-Didier.

La terre de Maurepas est vendue en 1354 par le chapitre de Saint-Étienne de Bourges à Jehan de Moulin-neuf. Ce château domine un parc dit à l’anglaise. Au milieu du XIXe, Charles Geoffrenet de Champdavid (1813-1885), conseiller à la cour d’appel de Bourges, et son épouse Mathilde Auger, édifient le grand corps de bâtiment avec un toit à la Mansart. Cette dernière y ajoute, vers 1900, deux grands pavillons également couverts à la Mansart.

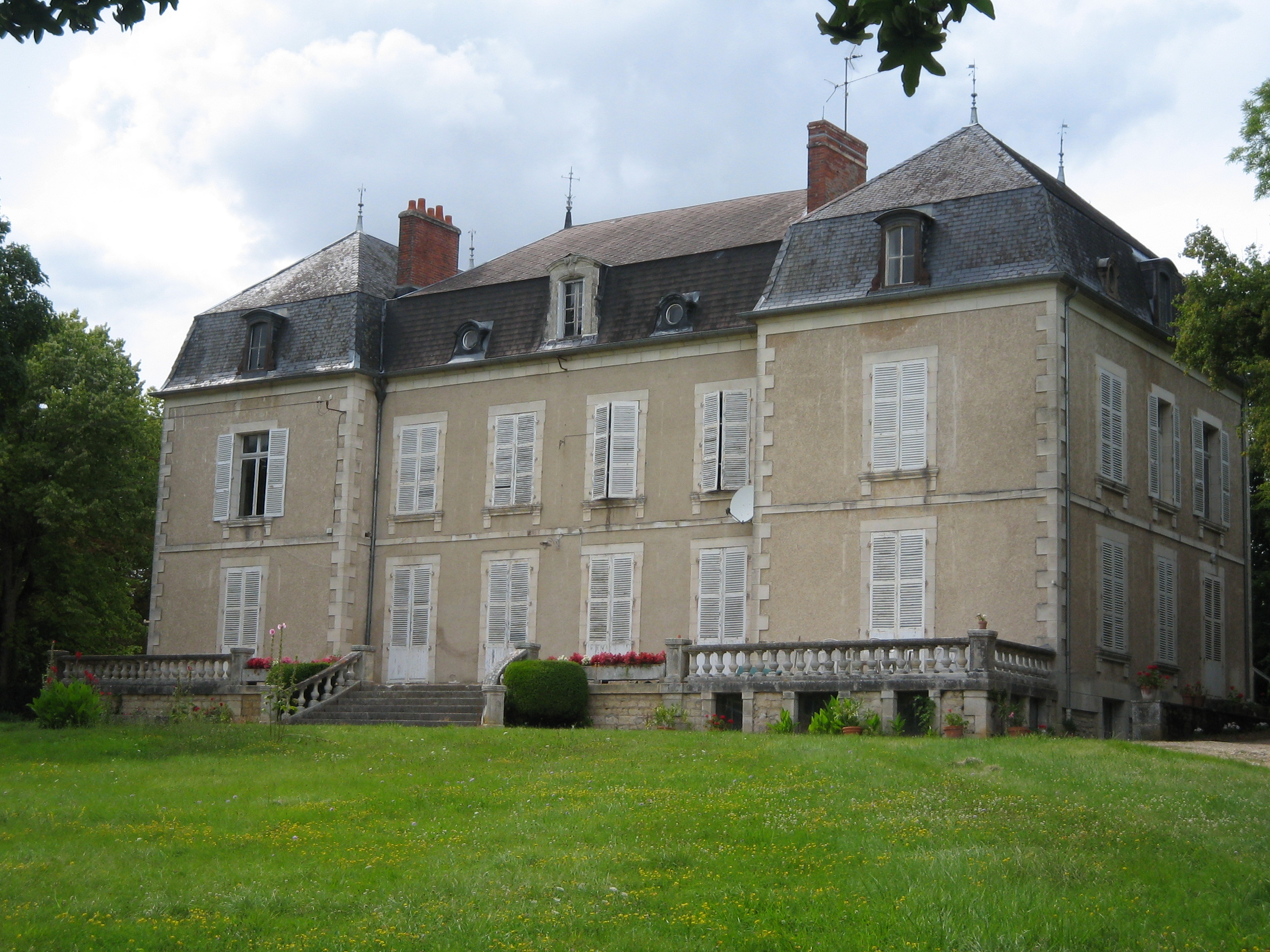
Château de Maurepas, fin XIXe -Chéry.

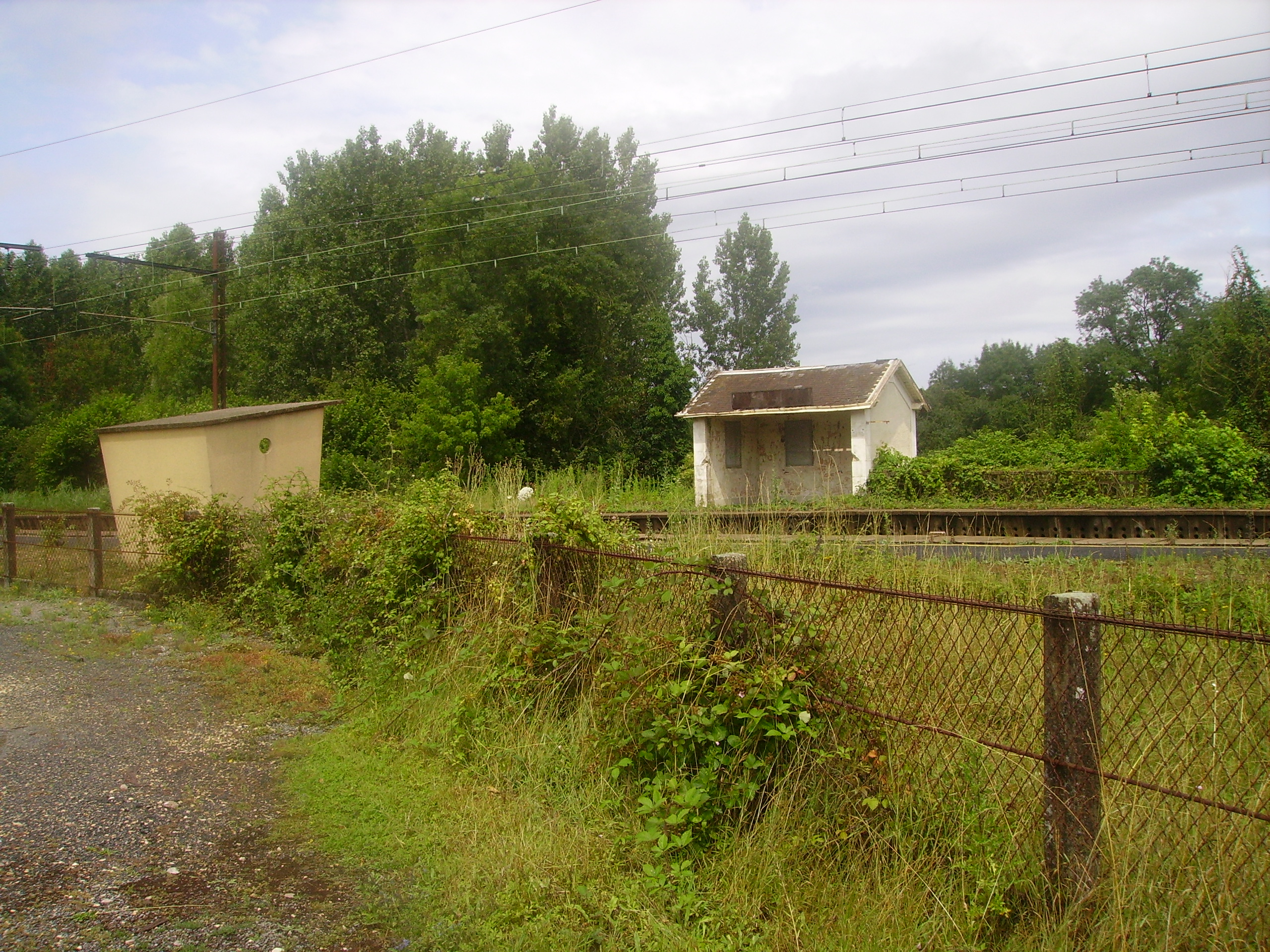
L'ancienne gare de Chéry - Lury.

Propriété privée.

### Personnalités liées à la commune
- Jacques Cancaret, peintre mort en 1941 sur la commune, auteur du tableau Les Cerises primé au Salon des artistes français en 1910.

### Héraldique
| Blason de Chéry | Blason  | Parti : au 1er de gueules à saint Didier, évêque d'or, au 2e d'argent à la grappe de raisin de pourpre tigée et feuillée au naturel, le tout sommé d'un chef engrêlé d'azur chargé d'un casque romain d'or accosté de deux couronnes de laurier du même. |
| Blason de Chéry | Détails | Le statut officiel du blason reste à déterminer. |